# Yomihon
Le yomihon (読本, yomi-hon, « livre de lecture ») est un type de livres japonais de l'époque d'Edo (1603-1867), influencés par les romans chinois de tradition orale tel que Au bord de l'eau. Contrairement aux autres livres japonais de l'époque, ils possédaient peu d'illustrations et l'accent était mis sur le texte. Souvent décrits comme moralistes, les livres présentent également des éléments d'intrigues prises à la littérature historique et aux documents chinois et japonais. Les personnages sont souvent des sorcières et des princesses féériques. Très intellectuels, ces ouvrages sont inaccessibles à la plupart des lecteurs.
Tsuga Teishō, Takebe Ayatari et Okajima Kanzan jouent un rôle important dans le développement du yomihon. Autre pionnier du yomihon, Ueda Akinari lance la tradition moderne de la fiction bizarre au Japon avec ses Ugetsu monogatari et Harusame monogatari. Kyokutei Bakin écrit le très populaire roman fantastico-historique Nansō satomi hakkenden, en plus d'autres yomihon. Santō Kyōden  écrit des yomihon la plupart du temps situés dans les quartiers de plaisir jusqu'à ce que les édits de l'ère Kansei interdisent de telles œuvres.